# Arthur Elgort
Arthur Elgort (* 8. Juni 1940 in New York) ist ein amerikanischer Fotograf, hauptsächlich bekannt durch seine Arbeiten für Vogue.

## Leben
Arthur Elgorts Eltern, Sophie Didimamoff und Harry Elgort, waren russische Juden und Inhaber eines Restaurants. Sein Sohn Ansel Elgort ist Schauspieler und Disc Jockey.
Arthur absolvierte die prestigeträchtige Stuyvesant High School und studierte im Anschluss Malerei am Hunter College.
Seine erste Einzelausstellung in Deutschland war 2021 in der Berliner Galerie Camera Work.

## Veröffentlichungen
- Personal Fashion Picture, 1983
- Swan Prince, Featuring Mikhail Baryshnikov, 1987
- Models Manual, 1994
- Camera Ready: How to Shoot Your Kids, 1997
- Camera Crazy, 2004
- The Big Picture, 2014